# Zhang Tiesheng
Zhang Tiesheng, né en 1950, est un homme d'affaires chinois devenu célèbre en 1973, lors de la Révolution culturelle, pour avoir rendu une copie blanche lors d'un examen. Député en 1975, il est emprisonné en 1976. À sa sortie de prison en 1991, il se lance dans les affaires avec succès.

## Biographie
En 1973, Zhang Tiesheng rend une copie blanche à un examen universitaire, indiquant n'avoir  « aucun respect pour les rats de bibliothèque qui ont eu la vie facile ». Cette posture est appréciée des autorités maoïstes qui utilisent son cas dans leur propagande. Il est élu député à l'Assemblée nationale populaire en 1975. Au début de l'année 1976, il est pressenti pour devenir ministre de l'Éducation.
Mais en 1976, à la mort de Mao Zedong et la chute de la Bande des Quatre, il est emprisonné. Après 15 ans de captivité, il est libéré en 1991.
Zhang Tiesheng se lance alors dans les affaires et devient millionnaire, en étant l'un des cofondateurs de Wellhope, un groupe dans l'agroalimentaire.